# سولفور تری‌اکسید پیریدین کمپلکس
سولفور تری‌اکسید پیریدین کمپلکس (به انگلیسی: Sulfur trioxide pyridine complex) با فرمول شیمیایی C۵H۵NSO۳ یک ترکیب شیمیایی است. که جرم مولی آن ۱۵۹٫۱۶ g/mol می‌باشد. شکل ظاهری این ترکیب، جامد سفید است.